# Каринерланд
Каринерланд (нем. Carinerland) — община в Германии, в земле Мекленбург-Передняя Померания.
Входит в состав района Бад-Доберан. Подчиняется управлению Нойбуков-Зальцхаф.  Население составляет 1152 человека (на 31 декабря 2010 года). Занимает площадь 37,85 км².